# 戈羅霍韋 (克羅列韋茨區)
51°28′31″N 33°29′30″E / 51.47528°N 33.49167°E
霍羅霍韋（烏克蘭語：Горохове）是位於烏克蘭東北部的村莊，由蘇梅州科諾托普區的克羅萊韋茨市鎮負責管轄。該村距離扎布基涅、馬利諾韋1公里和克羅列韋茨10公里，海拔高度199米，2001年人口9。